# Derecho a la alimentación

Derecho a la alimentación en el mundo (en 2011-2012)
Adoptado o en elaboración de una ley marco (19).
Constitucional, explícito como un derecho (23).
Constitucional, implícito en derechos más amplios o como principio rector (41).
Directa aplicabilidad vía tratados internacionales (103).
Ratificación comprometida del Pacto Internacional de Derechos Económicos, Sociales y Culturales (160).
No se conoce estatus.Nota: El mismo país puede pertenecer a varias categorías; el color dado a un país corresponde a la categoría más alta en la que se encuentra un país.

El derecho a la alimentación es un derecho humano que protege el derecho de las personas a alimentarse con dignidad, lo que implica que haya suficientes alimentos disponibles, que las personas tengan los medios para acceder a ellos y que satisfagan adecuadamente las necesidades dietéticas de las personas. El derecho a la alimentación protege el derecho de todos los seres humanos a no padecer hambre, inseguridad alimentaria ni malnutrición. El derecho a la alimentación no implica que los gobiernos tengan la obligación de entregar alimentos gratis a todos los que los deseen, ni el derecho a ser alimentados. Sin embargo, si las personas se ven privadas del acceso a los alimentos por razones que escapan a su control, por ejemplo, porque están detenidas, en tiempos de guerra o después de desastres naturales, el derecho requiere que el gobierno proporcione alimentos directamente.
El derecho se deriva del Pacto Internacional de Derechos Económicos, Sociales y Culturales que contaba con la suscripción de 170 Estados partes en abril de 2020. Los Estados que firman el pacto acuerdan tomar medidas hasta el máximo de sus recursos disponibles para lograr progresivamente la plena realización del derecho a una alimentación adecuada, tanto a nivel nacional como internacional. En un total de 106 países, el derecho a la alimentación es aplicable a través de arreglos constitucionales de diversas formas o mediante la aplicabilidad directa en la ley de varios tratados internacionales en los que se protege el derecho a la alimentación.
En la Cumbre Mundial sobre la Alimentación de 1996, los gobiernos reafirmaron el derecho a la alimentación y se comprometieron a reducir a la mitad el número de personas hambrientas y desnutridas de 840 a 420 millones para 2015. Sin embargo, el número ha aumentado en los últimos años, alcanzando un récord infame en 2009 de más de mil millones de personas desnutridas en todo el mundo. Además, el número de personas que padecen hambre oculta (carencias de micronutrientes que pueden provocar un retraso en el crecimiento físico e intelectual de los niños) asciende a más de 2000 millones de personas en todo el mundo.
Si bien según el derecho internacional los estados están obligados a respetar, proteger y cumplir el derecho a la alimentación, las dificultades prácticas para asegurar este derecho humano quedan demostradas por la inseguridad alimentaria prevalente en todo el mundo y los litigios en curso en países como India. En las regiones con mayores problemas relacionados con la alimentación (África, Asia y América del Sur), no solo hay escasez de alimentos y falta de infraestructura, sino también mala distribución y acceso inadecuado a los alimentos.

## Definición
El Pacto Internacional de Derechos Económicos, Sociales y Culturales (PIDESC) reconoce el «derecho a un nivel de vida adecuado, incluida una alimentación adecuada», así como el «derecho fundamental a no padecer hambre». La relación entre los dos conceptos no es sencilla. Por ejemplo, «la ausencia de hambre» (que la Observación General N° 12 designa como más urgente e inmediata) podría medirse por el número de personas que sufren de desnutrición y, en casos extremos, por quienes mueren de inanición. El derecho a una alimentación adecuada es un estándar mucho más elevado, que incluye no solo la ausencia de malnutrición, sino la gama completa de cualidades asociadas con los alimentos, incluida la seguridad, la variedad y la dignidad, en resumen, todos los elementos necesarios para permitir una vida activa y saludable.

Inspirado por la definición anterior, el Relator Especial sobre el derecho a la alimentación en 2002 lo definió de la siguiente manera:
El derecho a tener acceso regular, permanente e irrestricto, ya sea directamente o mediante compras económicas, a alimentos cuantitativa y cualitativamente adecuados y suficientes que correspondan a las tradiciones culturales de las personas a las que pertenece el consumidor, y que aseguren un bienestar físico y mental, vida individual y colectiva, plena y digna, libre de miedos.
Esta definición comprende todos los elementos normativos explicados en detalle en la Observación General N° 12 del PIDESC, que establece:
el derecho a una alimentación adecuada se realiza cuando cada hombre, mujer o niño, por sí mismo o en comunidad con otros, tiene el acceso físico y económico en todo momento a los alimentos adecuados o a los medios para procurarlos.[14]

### Qué no es el derecho a la alimentación
Según la Organización de las Naciones Unidas para la Agricultura y la Alimentación, el derecho a la alimentación no implica que los gobiernos tengan la obligación de entregar alimentos gratis a todo el que lo desee. Este es un error común.
El derecho a la alimentación no es un derecho a una ración mínima de calorías, proteínas y otros nutrientes específicos, ni un derecho a ser alimentado. Se trata de que se garantice el derecho a alimentarse, lo que requiere no solo que haya alimentos disponibles –que la relación producción/población sea suficiente– sino también que sea accesible, es decir, que cada hogar tenga los medios para producir o comprar su propia comida. Sin embargo, si las personas se ven privadas del acceso a los alimentos por razones que escapan a su control, por ejemplo, debido a un conflicto armado, un desastre natural o porque están detenidas, el reconocimiento del derecho a la vida obliga a los Estados a proporcionarles alimentos suficientes para su supervivencia.

### Dimensiones
El ex Relator Especial sobre el derecho a la alimentación, Jean Ziegler, definió tres dimensiones del derecho a la alimentación.
- La disponibilidad se refiere a las posibilidades de alimentarse directamente de la tierra productiva u otros recursos naturales, o de sistemas de distribución, procesamiento y mercado que funcionen bien y que puedan trasladar los alimentos del lugar de producción al lugar donde se necesitan de acuerdo con la demanda.
- La accesibilidad implica que debe garantizarse el acceso económico y físico a los alimentos. Por un lado, el acceso económico significa que los alimentos deben ser asequibles para una dieta adecuada sin comprometer otras necesidades básicas. Por otro lado, los físicamente vulnerables, como los enfermos, los niños, los discapacitados o los ancianos, también deberían tener acceso a los alimentos.
- La adecuación implica que la comida debe satisfacer las necesidades dietéticas de cada individuo, teniendo en cuenta la edad, las condiciones de vida, la salud, la ocupación, el sexo, la cultura y la religión, por ejemplo. Los alimentos deben ser inocuos y se deben tomar medidas de protección adecuadas tanto por medios públicos como privados para evitar la contaminación de los alimentos por adulteración y/o por mala higiene ambiental o manipulación inadecuada en las diferentes etapas de la cadena alimentaria; también se debe tener cuidado para identificar y evitar o destruir las toxinas naturales.

Además, constituye una violación del derecho a la alimentación cualquier discriminación en el acceso a los alimentos, así como en los medios y derechos para su obtención, por motivos de raza, color, sexo, idioma, edad, religión, opinión política o de otra índole, origen nacional o social, propiedad, nacimiento u otro estatus.

### Normas alimentarias acordadas
Con respecto al derecho a la alimentación, la comunidad internacional también ha especificado normas comúnmente acordadas, como en la Conferencia Mundial de la Alimentación de 1974, el Compromiso Internacional de Seguridad Alimentaria Mundial de 1974, las Reglas Mínimas para el Tratamiento de los Reclusos de 1977, la Declaración de 1986 sobre la Derecho al Desarrollo, la Resolución 1987/90 del ECOSOC, la Declaración de Río sobre el Medio Ambiente y el Desarrollo de 1992 y la Declaración de Estambul sobre los Asentamientos Humanos de 1996.

## Historia

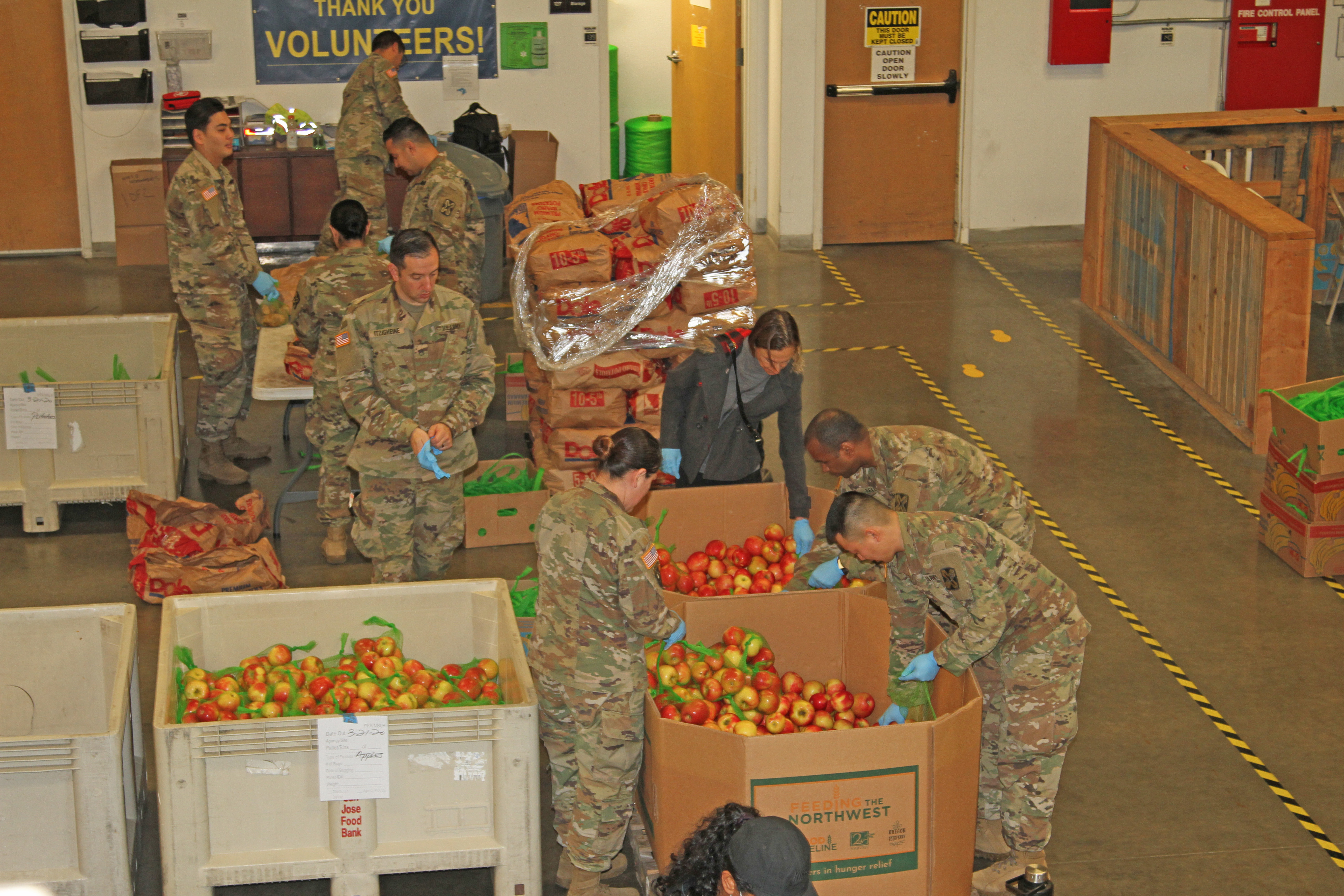
Preparación de cajas de alimentos por parte de la Guardia Nacional para ser distribuidas durante la pandemia por COVID-19 en California.

### Derecho negativo o positivo
Existe una distinción tradicional entre dos tipos de derechos humanos. Por un lado, derechos negativos o abstractos que son respetados por la no intervención. Por otro lado, derechos positivos o concretos que requieren recursos para su realización. Sin embargo, hoy en día se cuestiona si es posible distinguir claramente entre estos dos tipos de derechos.
Así, el derecho a la alimentación puede dividirse en el derecho negativo a obtener alimentos mediante las propias acciones y el derecho positivo a recibir alimentos si no se puede acceder a ellos. El derecho negativo a la alimentación se reconoció ya en la Carta Magna de 1215 de Inglaterra, que dice que: «nadie será “ameritado” [multado] en la medida en que se vea privado de sus medios de vida».

### Desarrollos internacionales desde 1941

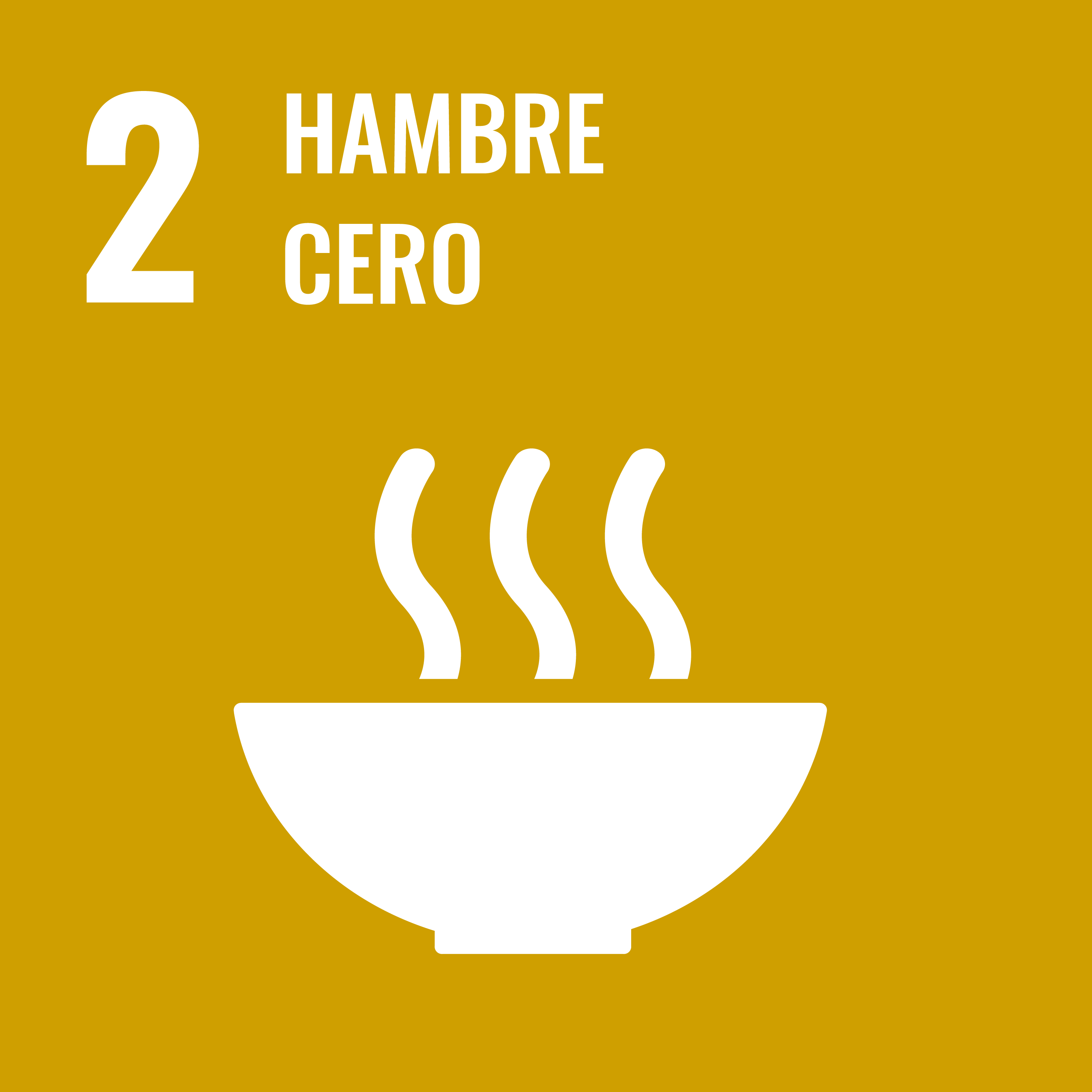
El ODS 2 tiene como objetivo poner fin al hambre, lograr la seguridad alimentaria y la mejora de la nutrición y promover la agricultura sostenible.

Esta sección ofrece una descripción general de los desarrollos internacionales relevantes para el establecimiento y la implementación del derecho a la alimentación desde mediados del siglo XX en adelante.
- 1941: En su discurso de las Cuatro Libertades, el presidente estadounidense Franklin D. Roosevelt incluyó como una de las libertades:[18] «La libertad de la miseria». Posteriormente, esta libertad formó parte de la Carta de las Naciones Unidas de 1945 (artículo 1 (3)).
- 1948: La Declaración Universal de Derechos Humanos reconoció el derecho a la alimentación como parte del derecho a un nivel de vida adecuado:

«Toda persona tiene derecho a un nivel de vida adecuado para la salud y el bienestar de sí mismo y de su familia, incluidos alimentos, vestido, vivienda y atención médica y los servicios sociales necesarios, y el derecho a la seguridad en caso de desempleo, enfermedad, invalidez, viudez, vejez u otra falta de sustento en circunstancias ajenas a su voluntad» (Artículo 25).
- 1966: El Pacto Internacional de Derechos Económicos, Sociales y Culturales reiteró la Declaración Universal de Derechos Humanos en relación con el derecho a un nivel de vida adecuado y, además, reconoció específicamente el derecho a no padecer hambre. En el pacto, los estados partes reconocen: «el derecho de toda persona a un nivel de vida adecuado para sí y su familia, incluida una alimentación adecuada» (Artículo 11.1) y «el derecho fundamental de toda persona a no padecer hambre» (Artículo 11.2).
  - 1976: Entrada en vigor del Pacto.
  - 1987: Establecimiento del Comité de Derechos Económicos, Sociales y Culturales, que supervisa la implementación del Pacto, y comienza una interpretación más legal del Pacto.
  - 1999: El Comité adopta la Observación General N° 12, «El derecho a una alimentación adecuada», que describe las diversas obligaciones estatales derivadas del Pacto en relación con el derecho a la alimentación.[12]
  - 2009: Adopción del Protocolo Facultativo del Pacto Internacional de Derechos Económicos, Sociales y Culturales, que hace que el derecho a la alimentación sea justiciable a nivel internacional.
- 1974: Aprobación de la Declaración Universal sobre la Erradicación del Hambre y la Malnutrición en la Conferencia Mundial de la Alimentación.[19]
- 1988: Adopción del derecho a la alimentación en el Protocolo Adicional a la Convención Americana sobre Derechos Humanos en Materia de Derechos Económicos, Sociales y Culturales (el Protocolo de San Salvador).
- 1996: La Organización de las Naciones Unidas para la Agricultura y la Alimentación (FAO) organiza la Cumbre Mundial sobre la Alimentación de 1996 en Roma, que dio lugar a la Declaración de Roma sobre la Seguridad Alimentaria Mundial.
  - 2004: La FAO adopta las Directrices sobre el Derecho a la Alimentación, que ofrecen orientación a los Estados sobre cómo implementar sus obligaciones sobre el derecho a la alimentación. La redacción de las directrices se inició como resultado de la Cumbre Mundial sobre la Alimentación de 2002.[5]
- 2000: Se estableció el mandato del Relator Especial sobre el derecho a la alimentación.[20]
- 2000: Aprobación de los Objetivos de Desarrollo del Milenio, incluido el Objetivo 1: erradicar la pobreza extrema y el hambre para 2015.
- 2012: Se adopta el Convenio sobre Asistencia Alimentaria como resultado del Convenio sobre Ayuda Alimentaria, convirtiéndolo en el primer tratado internacional jurídicamente vinculante sobre ayuda alimentaria.
- 2015: Se establece el Objetivo de Desarrollo Sostenible 2: Hambre cero, cuyo propósito es poner fin al hambre, lograr la seguridad alimentaria y la mejora de la nutrición y promover la agricultura sostenible.

Amartya Sen ganó el Premio Nobel de Economía de 1998 en parte por su trabajo al demostrar que la hambruna y el hambre masiva en los tiempos modernos no son típicamente el producto de la falta de alimentos sino que, generalmente, surge de problemas en las redes de distribución de alimentos o de políticas gubernamentales.

### Actualidad y desafíos
En los últimos años, la comunidad internacional ha intensificado los esfuerzos para garantizar el derecho a la alimentación, enfrentando desafíos como el cambio climático, los conflictos armados y las crisis económicas que afectan la seguridad alimentaria de millones de personas.

## Estatus legal
El derecho a la alimentación está protegido por el derecho internacional de los derechos humanos y por el derecho internacional humanitario.

### Derecho internacional
El derecho a la alimentación está reconocido en la Declaración Universal de Derechos Humanos de 1948 (artículo 25) como parte del derecho a un nivel de vida adecuado, y está consagrado en el Pacto Internacional de Derechos Económicos, Sociales y Culturales de 1966 (artículo 11). El Protocolo Facultativo de 2009 del Pacto Internacional de Derechos Económicos, Sociales y Culturales hace que el derecho a la alimentación sea justiciable a nivel internacional. En 2012, se adoptó el Convenio sobre Asistencia Alimentaria, primer tratado internacional jurídicamente vinculante sobre ayuda alimentaria.

### Instrumentos internacionales
También está reconocido en muchos instrumentos internacionales específicos tan variados como la Convención sobre el Genocidio de 1948 (artículo 2), la Convención sobre el Estatuto de los Refugiados de 1951 (artículos 20 y 23), la Convención sobre los Derechos del Niño de 1989 (Artículos 24 (2) (c) y 27 (3)), la Convención sobre la Eliminación de Todas las Formas de Discriminación contra la Mujer de 1979 (artículos 12 (2)), y la Convención sobre los Derechos de las Personas con Discapacidad de 2007 (artículos 25 (f) y 28 (1)).

### Instrumentos regionales
El derecho a la alimentación también está reconocido en instrumentos regionales, como el Protocolo Adicional de 1988 a la Convención Americana sobre Derechos Humanos en materia de Derechos Económicos, Sociales y Culturales o el Protocolo de San Salvador (artículo 12), el Protocolo Africano de 1990 sobre los Derechos y el Bienestar del Niño, el reconocimiento de la Comisión Africana de Derechos Humanos y de los Pueblos de 2001 de que el derecho a la alimentación se enmarca en la Carta Africana de Derechos Humanos y de los Pueblos y el Protocolo de la Carta Africana sobre Derechos humanos y de los pueblos sobre los derechos de la mujer en África o Protocolo de Maputo de 2003 (artículo 15). También existen instrumentos similares en muchas constituciones nacionales.

### Instrumentos jurídicamente no vinculantes
Existen varios instrumentos internacionales de derechos humanos no vinculantes jurídicamente relacionados con el derecho a la alimentación. Incluyen recomendaciones, pautas, resoluciones o declaraciones. El más detallado son las Directrices sobre el Derecho a la Alimentación de 2004. Son una herramienta práctica para ayudar a implementar el derecho a una alimentación adecuada. Tales Directrices no son jurídicamente vinculantes, pero se basan en el derecho internacional y son un conjunto de recomendaciones que los Estados han elegido sobre cómo implementar sus obligaciones en virtud del artículo 11 del Pacto Internacional de Derechos Económicos, Sociales y Culturales. Asimismo, la Constitución de 1945 de la Organización de las Naciones Unidas para la Agricultura y la Alimentación establece que:
«las Naciones que aceptan esta Constitución, están decididas a promover el bienestar común fomentando la acción separada y colectiva de su parte con el propósito de: elevar los niveles de nutrición y el nivel de vida (...) y así (...) asegurar que la humanidad esté libre del hambre.» (Preámbulo).

### Otros documentos
En 1993, se desarrolla el Tratado Internacional de Seguridad Alimentaria en Estados Unidos y Canadá.
En 1998, se celebró una conferencia sobre la estrategia de consenso respecto al derecho a la alimentación en Santa Bárbara, California, con expertos en la lucha contra el hambre de los cinco continentes.
En 2010, un grupo de organizaciones nacionales e internacionales crearon una propuesta para reemplazar la Política Agrícola Común de la Unión Europea. El primer artículo de la Nueva Política Agrícola y Alimentaria Común de 2013 «considera la alimentación como un derecho humano universal, no simplemente como una mercancía».

## Obligaciones estatales
Las obligaciones estatales relacionadas con el derecho a la alimentación están bien establecidas en el derecho internacional. Al firmar el Pacto Internacional de Derechos Económicos, Sociales y Culturales, los estados acordaron tomar medidas hasta el máximo de sus recursos disponibles para lograr progresivamente la plena realización del derecho a una alimentación adecuada. También reconocieron el papel fundamental de la cooperación y la asistencia internacionales en este contexto. Esta obligación fue reafirmada por el Comité de Derechos Económicos, Sociales y Culturales (CESCR). Los signatarios de las Directrices sobre el Derecho a la Alimentación también se comprometieron a implementar el derecho a la alimentación a nivel nacional.
En la Observación General N° 12, el CESCR interpretó la obligación de los Estados como de tres tipos: la obligación de respetar, proteger y cumplir:
1. Respetar implica que los Estados nunca deben impedir arbitrariamente que las personas tengan acceso a los alimentos.
2. Proteger significa que los Estados deben tomar medidas para garantizar que las empresas o los individuos no priven a los individuos de su acceso a una alimentación adecuada.
3. Cumplir (facilitar y proporcionar) implica que los gobiernos deben participar de manera proactiva en actividades destinadas a fortalecer el acceso de las personas a los recursos y la utilización de los mismos y los medios para garantizar su sustento, incluida la seguridad alimentaria. Si, por razones que escapen a su control, como en tiempos de guerra o después de un desastre natural, grupos o personas no pueden disfrutar de su derecho a la alimentación, los Estados tienen la obligación de proporcionar ese derecho directamente.[30]

Estos preceptos fueron nuevamente respaldados por los Estados cuando el Consejo de la FAO adoptó las Directrices sobre el Derecho a la Alimentación.

El PIDESC reconoce que el derecho a no padecer hambre requiere cooperación internacional y se relaciona con cuestiones de producción, agricultura y suministro mundial. El artículo 11 establece que:
«Los Estados Partes en el presente Pacto (...) adoptarán, individualmente y mediante la cooperación internacional, las medidas, incluidos los programas específicos, que sean necesarias: a) Mejorar los métodos de producción, conservación y distribución de alimentos haciendo uso de los conocimientos técnicos y científicos, difundiendo el conocimiento de los principios de la nutrición y desarrollando o reformando los sistemas agrarios de tal manera que se logre el desarrollo y la utilización más eficientes de los recursos naturales; b) Teniendo en cuenta tanto los problemas de los países importadores como de los exportadores de alimentos, para garantizar una distribución equitativa de los suministros alimentarios mundiales en relación con las necesidades».
La implementación de las normas del derecho a la alimentación a nivel nacional tiene consecuencias para las constituciones, leyes, tribunales, instituciones, políticas y programas nacionales, y para diversos temas de seguridad alimentaria, como la pesca, la tierra, el foco en grupos vulnerables y el acceso a los recursos.
Las estrategias nacionales sobre la realización progresiva del derecho a la alimentación deben cumplir cuatro funciones:
1. definir las obligaciones correspondientes al derecho a una alimentación adecuada, ya sean obligaciones gubernamentales o de actores privados;
2. mejorar la coordinación entre las diferentes ramas del gobierno cuyas actividades y programas pueden afectar la realización del derecho a la alimentación;
3. establecer metas, idealmente asociadas con indicadores medibles, definiendo el marco temporal dentro del cual los objetivos específicos deben alcanzarse;
4. prever un mecanismo que garantice que el efecto de las nuevas iniciativas legislativas o políticas sobre el derecho.[5]

A nivel internacional
El derecho a la alimentación impone a todos los Estados obligaciones no solo hacia las personas que viven en su territorio nacional, sino también hacia las poblaciones de otros Estados. El derecho a la alimentación solo se realiza cuando se cumplen las obligaciones tanto nacionales como internacionales. Por un lado, está el efecto del entorno internacional y, en particular, el cambio climático, la desnutrición y la inseguridad alimentaria. Por otro lado, la comunidad internacional solo puede contribuir si se establecen marcos e instituciones legales a nivel nacional.
No discriminación
En virtud del artículo 2(2) del PIDESC, los gobiernos acordaron que el derecho a la alimentación se ejercerá sin discriminación por motivos de sexo, color, raza, edad, idioma, religión, opinión política o de otro tipo, origen nacional o social, propiedad, nacimiento u otro estatus. El CESCR destaca la atención especial que debe prestarse a los agricultores desfavorecidos y marginados, incluidas las agricultoras, en el contexto rural.

## Adopción a nivel mundial

### Leyes marco

Países que están desarrollando o han adoptado leyes marco sobre el derecho a la alimentación, a 2011 (19).
Ley marco adoptada (10).
Ley marco en elaboración (9).

Una ley marco es una técnica legislativa utilizada para abordar asuntos intersectoriales. Las leyes marco son más específicas que una disposición constitucional, ya que establecen obligaciones y principios generales. Sin embargo, deben tenerse en cuenta las autoridades competentes y otras leyes que aún deben determinar medidas específicas. El Comité de Derechos Económicos, Sociales y Culturales recomendó la aprobación de leyes marco como «un instrumento fundamental para la aplicación de la estrategia nacional sobre el derecho a la alimentación». Hay diez países que han adoptado y nueve países que están desarrollando leyes marco sobre seguridad alimentaria o el derecho a la alimentación. Es probable que este desarrollo aumente en los próximos años. A menudo se las conoce como leyes de seguridad alimentaria en lugar de leyes de derecho a la alimentación, pero su efecto jurídico suele ser similar.
Las ventajas de una ley marco incluyen que el contenido y el alcance del derecho pueden especificarse más, las obligaciones de los actores estatales y privados pueden especificarse en detalle, pueden establecerse los mecanismos institucionales apropiados y pueden preverse derechos de reparación. Otras ventajas de las leyes marco incluyen fortalecer la rendición de cuentas del gobierno, monitorear, ayudar a los funcionarios gubernamentales a comprender su papel, mejorar el acceso a los tribunales y proporcionar mecanismos de recurso administrativo.
Sin embargo, las disposiciones sobre obligaciones y recursos en la ley marco existente no siempre son muy completas, y tampoco siempre está claro qué añaden a la justiciabilidad del derecho a la alimentación.
Hasta 2011, los siguientes diez países habían adoptado una ley marco sobre seguridad alimentaria o derecho a la alimentación: Argentina, Bolivia, Brasil, Ecuador, El Salvador, Guatemala, Indonesia, Nicaragua, Perú y Venezuela. Además, en 2011, los nueve países siguientes estaban redactando una ley marco sobre seguridad alimentaria o derecho a la alimentación: Honduras, India, Malaui, México, Mozambique, Paraguay, Sudáfrica, Tanzania y Uganda. Finalmente, El Salvador, Nicaragua y Perú estaban elaborando borradores para actualizar, reemplazar o fortalecer su ley marco.

### Como precepto constitucional

Países con derecho constitucional explícito a la alimentación, a 2011 (23).
Como un derecho separado e independiente (9).
Para un segmento específico de la población (10).
Como parte de un derecho humano a un nivel de vida adecuado, a la calidad de vida, al desarrollo o al trabajo.(7). Nota: Brasil tiene los tres y Sudáfrica tiene los dos primeros; se incluyen en cada categoría, pero se cuentan una vez para el total.

Países en los que el derecho constitucional a la alimentación está implícito en derechos más amplios o en los que está explícito en principios rectores, a 2011 (41).
Implícito en derechos constitucionales más amplios (31).
Principio marco constitucional explícito (13). Nota: Etiopía, Malaui y Pakistán se encuentran en ambas categorías; se incluyen en cada categoría, pero se cuentan una vez para el total.

Hay varias formas en que las constituciones pueden tener en cuenta el derecho a la alimentación o algún aspecto del mismo. En 2011, 56 constituciones protegían el derecho a la alimentación de una forma u otra. Las tres categorías principales de reconocimiento constitucional son: como derecho explícito, implícito en derechos humanos más amplios o como parte de un principio rector. Además de estos, el derecho también puede reconocerse indirectamente cuando algún órgano judicial interpreta otros derechos humanos.

#### Explícito como derecho
En primer lugar, el derecho a la alimentación se reconoce explícita y directamente como un derecho en sí mismo o como parte de un derecho humano más amplio en 23 países. Se pueden distinguir tres formas diferentes:
1. Los siguientes nueve países reconocen el derecho a la alimentación como un derecho separado e independiente: Bolivia, Brasil, Ecuador, Guyana, Haití, Kenia, Sudáfrica, en la Constitución Provisional de Nepal (como soberanía alimentaria) y Nicaragua (como libertad de hambre).
2. Para un segmento específico de la población, el derecho a la alimentación está reconocido en diez países. Las disposiciones relativas al derecho a la alimentación de los niños están presentes en las constituciones de: Brasil, Colombia, Cuba, Guatemala, Honduras, México, Panamá, Paraguay y Sudáfrica. El derecho a la alimentación de los niños indígenas está protegido en la Constitución de Costa Rica. Por último, el derecho a la alimentación de los detenidos y presos también está reconocido en la Constitución de Sudáfrica.
3. Cinco países reconocen explícitamente el derecho a la alimentación como parte de un derecho humano a un nivel de vida adecuado, calidad de vida o desarrollo: Bielorrusia, el Congo, Malaui, Moldavia y Ucrania, y dos lo reconocen como parte del derecho al trabajo: Brasil y Surinam. El artículo XX de la Ley Fundamental de Hungría reconoce el derecho a la alimentación como parte del derecho humano a la salud.

#### Implícito o como principio rector
En segundo lugar, los siguientes 31 países reconocen implícitamente el derecho a la alimentación en derechos humanos más amplios: Alemania, Armenia, Azerbaiyán, Bélgica, Bolivia, Burundi, Camboya, Chipre, Congo, Costa Rica, Ecuador, El Salvador, Eritrea, Etiopía, Finlandia, Georgia, Ghana, Guatemala, Guinea, Guinea Ecuatorial, Kirguistán, Malaui, Países Bajos, Pakistán, Perú, República Checa, Rumanía, Suiza, Tailandia, Turquía y Venezuela.
En tercer lugar, los siguientes trece países reconocen explícitamente el derecho a la alimentación en la constitución como un principio u objetivo rector: Bangladés, Brasil, Etiopía, India, Irán, Malaui, Nigeria, Panamá, Papúa Nueva Guinea, Pakistán, Sierra Leona, Sri Lanka y Uganda.

### Aplicabilidad a través del derecho internacional

Países que han ratificado el derecho internacional en el que se reconoce el derecho a la alimentación y en el que al mismo tiempo el derecho internacional es primario o igual al derecho nacional, a 2011 (103).
Aplicabilidad directa: PIDESC, CEDAW y CDN (95).
Aplicabilidad directa: PIDESC y CDN (2).
Aplicabilidad directa: CEDAW y CDN (5).

En algunos países, los tratados internacionales tienen un estatus superior o igual al de la legislación nacional. En consecuencia, el derecho a la alimentación puede ser directamente aplicable a través de tratados internacionales si dicho país es miembro de un tratado en el que se reconoce el derecho. Dichos tratados incluyen el Pacto Internacional de Derechos Económicos, Sociales y Culturales (PIDESC), la Convención sobre la Eliminación de Todas las Formas de Discriminación contra la Mujer (CEDAW) y la Convención sobre los Derechos del Niño (CDN). Excluyendo los países en los que el derecho a la alimentación está implícita o explícitamente reconocido en su Constitución, el derecho es directamente aplicable en al menos 51 países adicionales mediante tratados internacionales.

### Compromiso a través del PIDESC
PIDESC
Las partes en el Pacto Internacional de Derechos Económicos, Sociales y Culturales deben hacer todo lo posible para garantizar una nutrición adecuada, incluida la legislación a tal efecto. El Pacto se ha convertido en parte de la legislación nacional en más de 77 países. En estos países, la disposición sobre el derecho a la alimentación del Pacto puede citarse en un tribunal. Esto ha sucedido en Argentina (en el caso del derecho a la salud).

Países que se comprometieron con el derecho a la alimentación al ratificar el Pacto Internacional de Derechos Económicos, Sociales y Culturales (160).
Ratificó el Protocolo Facultativo del ICESCR (8).
Ratificó el ICESCR (160).Nota: Todas las partes del protocolo opcional también son miembros del convenio.

Sin embargo, los ciudadanos generalmente no pueden entablar acciones legales utilizando el Pacto, sino que solo pueden hacerlo en virtud de la legislación nacional. Si un país no aprueba esas leyes, un ciudadano no tiene reparación, pese a que el Estado haya violado el pacto. La aplicación del Pacto se supervisa a través del Comité de Derechos Económicos, Sociales y Culturales. En total, 160 países han ratificado el Pacto. Otros 32 países no han ratificado el pacto, aunque 7 de ellos lo firmaron.
Protocolo opcional
Al firmar el Protocolo Facultativo del PIDESC, los Estados reconocen la competencia del Comité de Derechos Económicos, Sociales y Culturales para recibir y considerar denuncias de personas o grupos que afirman que sus derechos en virtud del Pacto han sido violados. Sin embargo, los denunciantes deben haber agotado todas las instancias internas. El Comité puede «examinar», obrar en pro de una «solución amistosa», en el caso de violaciones graves o sistemáticas del Pacto puede «invitar a ese Estado Parte a cooperar» y, finalmente, podría «incluir un relato resumido de los resultados del procedimiento en su informe anual». Los siguientes siete países han ratificado el Protocolo Facultativo del Pacto Internacional de Derechos Económicos, Sociales y Culturales: Bolivia, Bosnia y Herzegovina, Ecuador, El Salvador, Eslovaquia, España y Mongolia. Otros 32 países han firmado el protocolo facultativo.

## Mecanismos para lograr el derecho a la alimentación
El Relator Especial sobre el Derecho a la Alimentación, Olivier de Schutter, ha instado a que se establezca en la ley el derecho a la alimentación, para que pueda traducirse en estrategias e instituciones nacionales. Además, ha recomendado que las economías emergentes protejan los derechos de los usuarios de la tierra, en particular de los grupos minoritarios y vulnerables. También ha recomendado apoyar la pequeña agricultura frente a megaproyectos de desarrollo y detener la degradación del suelo y el agua mediante cambios masivos hacia prácticas agroecológicas. Finalmente, el experto de la ONU ha sugerido adoptar una estrategia para abordar el aumento de la obesidad.
El artículo 11 de las Naciones Unidas sobre el derecho a una alimentación adecuada sugiere varios mecanismos de implementación. El artículo reconoce que las formas y los medios más apropiados para hacer efectivo el derecho a una alimentación adecuada variarán inevitablemente de manera significativa de un Estado a otro. Cada Estado debe elegir sus propios enfoques, pero el Pacto exige claramente que cada Estado parte adopte las medidas necesarias para garantizar que todos no padezcan hambre y puedan disfrutar lo antes posible del derecho a una alimentación adecuada.
El artículo enfatiza que el derecho a la alimentación requiere el pleno cumplimiento de los principios de rendición de cuentas, transparencia, participación popular, descentralización, capacidad legislativa e independencia del poder judicial. En términos de estrategia para implementar el derecho a la alimentación, el artículo pide que los Estados identifiquen y aborden cuestiones críticas con respecto a todos los aspectos del sistema alimentario, incluida la producción y el procesamiento de alimentos, el almacenamiento, la distribución minorista, la comercialización y su consumo de alimentos. La estrategia de implementación debe prestar especial atención a la necesidad de prevenir la discriminación en el acceso a las tiendas de alimentos y la red minorista, o alternativamente a los recursos para el cultivo de alimentos. Como parte de sus obligaciones de proteger la base de recursos alimentarios de las personas, los Estados deben tomar las medidas adecuadas para garantizar que las actividades del sector empresarial privado y la sociedad civil estén en conformidad con el derecho a la alimentación.
El artículo señala que siempre que un Estado enfrente graves limitaciones de recursos, ya sean causadas por un proceso de ajuste económico, recesión económica, condiciones climáticas u otros factores, deben tomarse medidas para garantizar que el derecho a una alimentación adecuada se cumpla especialmente para los grupos de población vulnerables y individuos.

### Interrelación con otros derechos
La idea de la interdependencia y la indivisibilidad de todos los derechos humanos es un principio fundamental de las Naciones Unidas. Esto se reconoció en la Declaración y Programa de Acción de Viena de 1993, que dice que «todos los derechos humanos son universales, indivisibles e interdependientes y están interrelacionados». El derecho a la alimentación se considera interrelacionado con los siguientes derechos humanos en particular: el derecho a la vida, el derecho a los medios de subsistencia, el derecho a la salud, el derecho a la propiedad, la libertad de expresión, la libertad de información, el derecho a la educación, la libertad de asociación y el derecho al agua y al saneamiento. Otros derechos relevantes incluyen el derecho al trabajo, el derecho a la seguridad social, el derecho al bienestar social y el derecho a un nivel de vida adecuado.
Por ejemplo, según el Comité que supervisa la implementación del PIDESC, «el derecho al agua es un requisito previo para la realización de otros derechos humanos». La necesidad de disponer de agua suficiente para tener una alimentación adecuada es especialmente evidente en el caso de los campesinos. Es necesario garantizar el acceso a recursos hídricos sostenibles para la agricultura a fin de realizar el derecho a la alimentación. Esto se aplica aún más a la agricultura de subsistencia.